# L'Infini dans un roseau
L'Infini dans un roseau : l'invention des livres dans l'Antiquité (titre original : El infinito en un junco: la invención de los libros en el mundo antiguo) est un essai d'Irene Vallejo, publié en 2019, qui narre les trente siècles de l'histoire des livres. En 2020, il a eu le  prix national de l'essai et le prix espagnol de l’Association des Libraires,.

## Synopsis
Dans cet essai, Irene Vallejo parcourt minutieusement les trente siècles d'histoire du livre : les tablettes d'argile ou de pierre, le papyrus et le volumen, le parchemin, le codex, etc. La narration de l'histoire des livres est présentée à travers des scènes qui se situent sur les champs de bataille d'Alexandre le Grand, dans la villa des Papyrus à Herculanum sous l'éruption du Vésuve, dans les palais de Cléopâtre, sur la scène du crime de Hypatie, dans les premières bibliothèques connues, dans les ateliers de copie des scribes, dans les bûchers où ont brûlé les livres interdits, mais aussi dans les bibliothèques détruites de nos jours et dans le labyrinthe souterrain d'Oxford en 2000,.

## Traductions
La traduction de l'espagnol au français a été réalisée par Anne Plantagenet. Cette version a été publiée chez Les Belles Lettres le 10 septembre 2021.
| Langue             | Titre                                                                                  | Traducteur                                  | Maison d'édition                | Date       |
| Catalan            | L'infinit dins d'un jonc: La invenció dels llibres al món antic                        | Núria Parés Sellarès (ca)                   | Columna Edicions (ca)           | 26/08/2020 |
| Portugais          | O Infinito num Junco. A Invenção do livro na antiguidade e o nascer da sede dos livros | Rita Custódio (ca) et Àlex Tarradellas (ca) | Bertrand                        | 30/09/2020 |
| Galicien           | O infinito nun xunco: A invención dos libros no mundo antigo                           | María López Suárez                          | Edicións Xerais de Galicia (gl) | 1/04/2021  |
| Hollandais         | Papyrus: een geschiedenis van de wereld in boeken                                      | Adri Boon                                   | J.M. Meulenhoff                 | 24/04/2021 |
| Finnois            | Papyrus. Kirjan katkeamaton tarina                                                     | Taina Helkamo                               | Kustantamo S&S                  | 7/05/2021  |
| Serbe              | Zapisano u beskraju. Nastanak knjige u antičkom svetu                                  | Dragana Bajić                               | Laguna                          | 12/07/2021 |
| Danois             | Evigheden i et siv. Historien om bogen                                                 | Rigmor Kappel Schmidt                       | Gutkind                         | 25/08/2021 |
| Italien            | Papyrus. L'infinito in un giunco: La grande avventura del libro nel mondo antico       | Monica R. Bedana                            | Bompiani                        | 1/09/2021  |
| Français           | L'Infini dans un roseau: L'invention des livres dans l'Antiquité                       | Anne Plantagenet                            | Les Belles Lettres              | 10/09/2021 |
| Albanais           | PAPIRUS - Shpikja e librave në botën e lashtë                                          | Ivci Koçi                                   | botart                          | 21/09/2021 |
| Polonais           | Nieskończoność w papirusie. Fascynujące dzieje książki od czasów starożytnych          | Zofia Siewak-Sojka                          | Grupa Wydawnicza Sonia Draga    | 13/10/2021 |
| Chinois            | 書頁中的永恆：書籍的歷史與流轉之路                                                     | Fàn Yuán                                    | Jiùjìng                         | 1/11/2021  |
| Lituanien          | Knygos gimimas. Kaip užrašytas žodis tapo amžinas                                      | Dovilė Kuzminskaitė                         | Alma littera                    | 5/11/2021  |
| Basque             | Infinitua ihi batean. Liburuen asmakuntza antzinaroko munduan                          | Fernando Rey                                | Pamiela                         | 16/11/2021 |
| Tchèque            | Nekonečný zázrak Jak člověk stvořil knihy a jak knihy utvářejí člověka                 | Vladimír Medek                              | Prameny                         | 31/12/2021 |
| Norvégien          | Evigheten i et siv. Historien om boken                                                 | Lene Stokseth                               | Gyldendal Norsk                 | 3/01/2022  |
| Grec               | Πάπυρος: Η περιπέτεια του βιβλίου από την αρχαιότητα μέχρι σήμερα                      | Kleopátra Elaiotriviári                     | Μεταίχμιο                       | 14/04/2022 |
| Allemand           | Papyrus. Die Geschichte der Welt in Büchern                                            | Maria Meinel & Luis Ruby                    | Diogenes Verlag                 | 27/04/2022 |
| Allemand           | Versión audiolibro narrado por Anna-Lena Zühlke[Quoi ?]                                |                                             |                                 |            |
| Aragonais          | Lo infinito en un chunco. La invención d’es libros en o mundo antigo                   | Chusé Raúl Usón                             | Xordica                         | 10/05/2022 |
| Portugais (Brésil) | O infinito em um junco. A invenção dos livros no mundo antigo                          | Ari Roitman & Paulina Wacht                 | Intrínseca                      | 3/06/2022  |
| Hongrois           | Papirusz – A könyvek története az ókori világban                                       | Boda Benjamin Gábor                         | Magnolia                        | 27/09/2022 |
| Anglais            | Papyrus: The Invention of Books in the Ancient World                                   | Charlotte Mae Whittle                       | Knopf (US)                      | 18/10/2022 |
| Anglais            | Papyrus: The Invention of Books in the Ancient World                                   | Charlotte Mae Whittle                       | Hodder & Stoughton(UK)          | 01/11/2022 |